# Teenage Mutant Ninja Turtles: Tournament Fighters
Teenage Mutant Ninja Turtles: Tournament Fighters is een vechtspel voor de Nintendo Entertainment System, Super NES en Mega Drive/Genesis, geproduceerd door Konami. Het spel is gebaseerd op de Teenage Mutant Ninja Turtles serie.
Hoewel de titel telkens hetzelfde is, verschilt het spel per console. Net als veel andere vechtspellen van die tijd moest “Tournament Fighters” het vooral hebben van elementen overgenomen uit het Street Fighter II videospel. De Japanse Super Famicom versie van het spel droeg de naam Teenage Mutant Ninja Turtles: Mutant Warriors.
Het spel kwam uit in 1994, toen de populariteit van de TMNT minder werd. Daarom werd het spel door de meeste mensen genegeerd en deed het slecht in de verkoop. Toch waren ook fans zeer enthousiast over het spel, vooral de SNES versie.

## NES versie
De Turtles (Leonardo, Donatello, Raphael en Michelangelo) zijn uitgedaagd door Shredder, maar voordat ze de confrontatie met hem aangaan besluiten ze onderling een toernooi te houden om te zien wie het meest geschikt is voor deze uitdaging.
Er zijn zeven personages in dit spel. Naast de vier Turtles komen ook Casey Jones, Hothead (een samuraidraak uit de originele speelgoedlijn, gebaseerd op de Warrior Dragon uit de Archie strips) en Shredder in het spel voor.
Het is het laatste spel gemaakt door Konami voor deze console. Het is tevens een van de weinige “versus” vechtspellen voor de NES.
Hoewel het mogelijk was om twee dezelfde personages tegen elkaar te laten vechten (zoals Casey tegen Casey), kon dit niet met Hothead. Dit kwam door de technische beperkingen van de NES hardware. Er zit echter een fout in de programmering waardoor twee spelers toch beide als Hothead kunnen spelen:
1. Selecteer Vs. CPU mode.
2. Selecteer iemand, behalve hothead. Kies dan Hothead als CPU.
3. Kies een arena
4. Win of verlies
5. Doe een rematch.
6. Selecteer Hothead. De CPU cursor verschijnt nu onder Hotheads afbeelding. De speler kan nu met Hothead, tegen Hothead vechten.

## Super NES versie
Er is een toernooi georganiseerd en vele vechters hebben zich al opgegeven. Ook Shredder. De Turtles besluiten ook mee te doen om hun vijand te stoppen en hun kracht te bewijzen in het toernooi.
Het spel gebruikt in plaats van een 6-knoppen aanvalscontrole (zoals de meeste Capcom’s vechtspellen) een 4 knoppen schema (sterke en zwakke aanvallen) zoals de meeste SNK vechtspellen. De speler kan door een groene balk onder in beeld op te laden een speciale aanval uitvoeren.
Er is de mogelijkheid om de snelheid van het spel op te voeren. Dit maakt het gevecht meer intens, maar ook lastiger om te volgen.
Als toevoeging aan de hoofdmode en versusmode kent het spel ook een verhaalmode. Daarin moeten twee Turtles April O'Neil en Splinter redden. Alleen de Turtles zijn bespeelbare personages in de verhaalmode. Alle anderen zijn eindbazen. Er is ook een kijkmode, waarin de computer alle personages bestuurt.
Er zijn in het spel 10 bespeelbare personages, en twee eindbazen. Naast de Turtles en Shredder (die hier de naam CyberShredder draagt) komen in het spel ook voor:
- War, een monsterlijk paars wezen met grote klauwen. Overgenomen uit de Archie Comics TMNT strips.
- Aska, een vrouwelijke ninja die met het geld van het toernooi haar eigen dojo wil openen. Komt naast dit spel in geen enkele andere TMNT incarnatie voor.
- Wingnut, een mensachtige vleermuis van een andere planeet. Overgenomen uit de Archie Comics stripserie. Absent in het spel is zijn partner Screwloose.
- Chrome Dome, een androïde uit de animatieserie. Was gemaakt door Shredder.
- Armaggon, een mutanthaai uit de toekomst. Ook uit de Archie strips.

De eindbazen zijn:
- Rat King, een man die zijn menselijkheid opgaf en meent een rat te zijn, hoewel hij niet gemuteerd is. In de Mirage Strips was het niet duidelijk wat hij was.
- Karai, ex-leider van de Foot Clan Elite. Omdat Karai rond de tijd dat het spel uitkwam nog onbekend was bij fans van de eerste animatieserie (waar ze niet in meedeed), denken de meesten dat ze een man is. Dit werd extra versterkt door haar kleding.

## Mega Drive/Genesis versie
Splinter is ontvoerd door vier paarse Turtles. Krang stelt de echte Turtles hiervan op de hoogte en vertelt dat als ze Splinter terug willen zien, ze naar Dimensie X moeten komen. De speler moet tegen klonen van alle bespeelbare personages vechten, en ook enkele eindbazen verslaan: Triceraton, Krang en Karai.
Naast de Turtles kan de speler ook kiezen uit April O'Neil, Casey Jones, Ray Fillet, en Sisyphus.
Het spel gebruikt een 3-knoppen schema. Twee hiervan zijn voor standaard aanvallen.
Het spel bevat in zekere zin vernietigbare omgevingen. In een paar levels kan je door de vloer vallen.